# Maksym Kornijenko
Maksym Kornijenko (ukr. Максим Корнієнко; ur. 26 czerwca 1987 w Dniepropetrowsku) – ukraiński koszykarz, występujący na pozycjach skrzydłowego oraz środkowego, reprezentant kraju, aktualnie zawodnik zespołu Dnipro.
1 września 2016 podpisał umowę z klubem Polskiego Cukru Toruń. 18 lipca 2016 roku związał się z bułgarskim klubem Lukoilu Academic Sofia.

## Osiągnięcia
Stan na 22 marca 2020, na podstawie, o ile nie zaznaczono inaczej.

### Drużynowe
- Mistrz:
  - Ukrainy (2015, 2020[5])
  - Bułgarii (2017)
- Zdobywca pucharu Ukrainy (2012)
- Finalista:
  - pucharu:
    - Ukrainy (2014)
    - Bułgarii (2017)

  - superpucharu Ukrainy (2019)[5]

### Indywidualne
(* – nagrody przyznane przez portal eurobasket.com)
- MVP 11. i 18. kolejki TBL (2015/16)[6][7]
- Obrońca roku ligi ukraińskiej (2008)*[8]
- Zawodnik który poczynił największy postęp w lidze ukraińskiej (2008)*[8]
- Zaliczony do I składu:
  - TBL (2016)[9]
  - ligi ukraińskiej (2015)*[10]
  - defensywnego ligi ukraińskiej (2008)*[8]
  - najlepszych zawodników krajowych ligi ukraińskiej (2013, 2014)*[11][12]
- Lider ligi ukraińskiej w:
  - zbiórkach (2008)
  - blokach (2014)

### Reprezentacja
Seniorska
- Uczestnik:
  - mistrzostw:
    - świata (2014 – 18. miejsce)
    - Europy:
      - 2013 – 6. miejsce

  - kwalifikacji do mistrzostw:
    - świata (2017 – 16. miejsce)
    - Europy (2009, 2012, 2016)

Młodzieżowe
- Mistrz Europy U–18 dywizji B (2005)
- Wicemistrz Europy U–20 dywizji B (2007)
- Uczestnik uniwersjady (2011 – 9. miejsce)